# Плоскость (философия)
Пло́скость — термин естественно-научной традиции, используемый как метафора в современной философии (Хайдеггер, Делёз, Деррида и др.) в контексте философской метафоры многомерности бытия и мышления. Термин «плоскость» позволяет использовать ряд близких по смыслу слов, широкоприменяемых в середине — второй половине XX века в качестве философских понятий: поверхность, глубина и т. д. В истории философии потребность в философских подходах, использующих такую пространственную метафорику, впервые осознаётся и фиксируется Ницше.